# Czerwińsk nad Wisłą (gmina)
Czerwińsk nad Wisłą (daw. gmina Sielec + gmina Wychodź) – gmina miejsko-wiejska w województwie mazowieckim, w powiecie płońskim. W latach 1975–1998 gmina położona była w województwie płockim. Od 1 stycznia 2020 gmina zmieniła status z wiejskiej na miejsko-wiejską wraz z odzyskaniem praw miejskich przez Czerwińsk nad Wisłą.
Siedziba gminy to Czerwińsk nad Wisłą.
Według danych z 30 czerwca 2004 gminę zamieszkiwało 7926 osób.

## Struktura powierzchni
Według danych z roku 2002 gmina Czerwińsk nad Wisłą ma obszar 146,07 km², w tym:
- użytki rolne: 84%
- użytki leśne: 5%

Gmina stanowi 10,56% powierzchni powiatu.

## Demografia

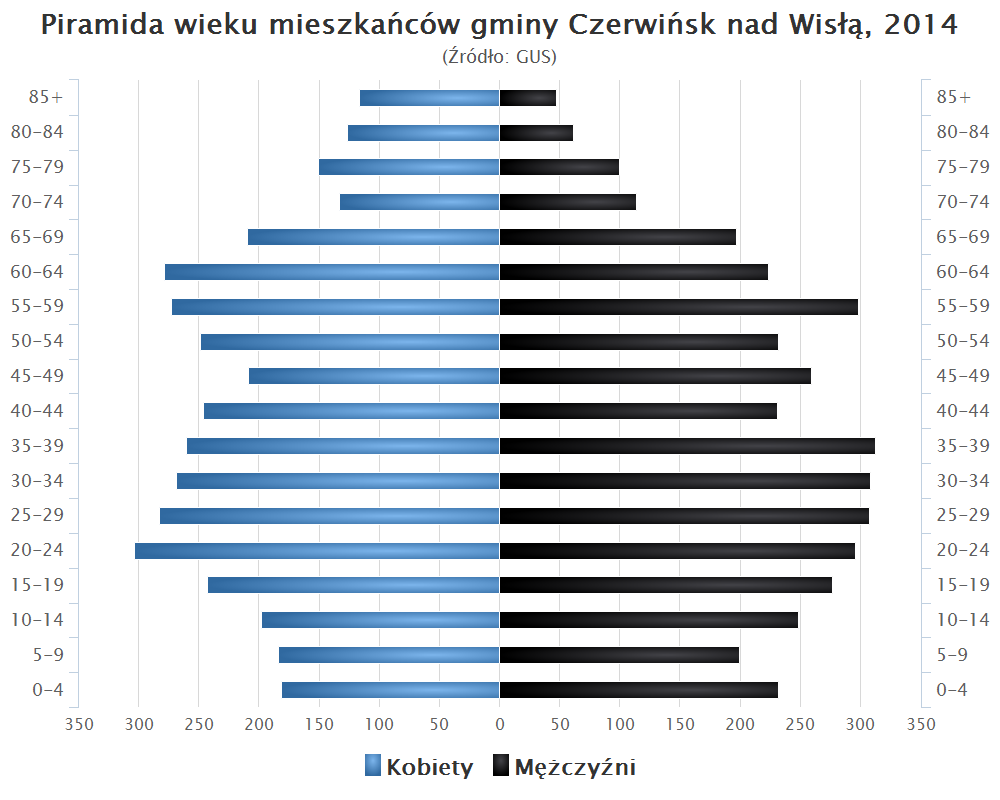
Piramida wieku mieszkańców gminy Czerwińsk nad Wisłą w 2014 roku

Dane z 30 czerwca 2004:
| Opis                              | Ogółem | Ogółem | Kobiety | Kobiety | Mężczyźni | Mężczyźni |
| --------------------------------- | ------ | ------ | ------- | ------- | --------- | --------- |
| jednostka                         | osób   | %      | osób    | %       | osób      | %         |
| populacja                         | 7926   | 100    | 3981    | 50,2    | 3945      | 49,8      |
| gęstość zaludnienia (mieszk./km²) | 54,3   | 54,3   | 27,3    | 27,3    | 27        | 27        |

## Sołectwa
Chociszewo, Czerwińsk nad Wisłą, Garwolewo, Gawarzec Dolny, Gawarzec Górny, Goławin, Goworowo, Grodziec, Janikowo, Karnkowo, Komsin, Kuchary-Skotniki, Łbowo, Miączyn, Miączynek, Nieborzyn, Nowe Przybojewo, Nowe Radzikowo, Nowy Boguszyn, Osiek, Parlin, Radzikowo Scalone, Raszewo Dworskie, Raszewo Włościańskie, Roguszyn, Sielec, Stare Przybojewo, Stare Radzikowo, Stary Boguszyn, Stobiecin, Wilkowuje, Wilkówiec, Wola, Wólka Przybójewska, Wychódźc, Zarębin, Zdziarka

## Sąsiednie gminy
Brochów, Leoncin, Naruszewo, Wyszogród, Zakroczym, Załuski